# Christopher Barzak

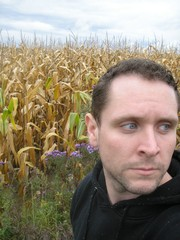
Christopher Barzak

Christopher Michael Barzak (geboren am 21. Juli 1975 in Warren, Ohio) ist ein amerikanischer Schriftsteller. Sein bekanntestes Buch ist der 2014 als Jamie Marks Is Dead verfilmte Roman One for Sorrow von 2007.

## Leben
Barzak wuchs in Kinsman, Ohio, auf. Er studierte Englisch und Psychologie an der Youngstown State University, wo er mit dem Bachelor abschloss. Anschließend lebte er eine Zeit lang in Carlsbad, Kalifornien, und in Lansing, Michigan, bevor er nach Youngstown zurückkehrte, wo er einen Master in Englisch und Kreativem Schreiben erwarb. 2004 ging er nach Japan, wo er zwei Jahre lang als Englischlehrer arbeitete. 2006 kehrte er an die Youngstown State University zurück, wo er seither Dozent für Kreatives Schreiben ist. Außerdem unterrichtet er im Rahmen des Northeast Ohio Master of Fine Arts Program (NEOMFA).
1998 war Barzak zusammen mit Barth Anderson, Alan DeNiro und Kristin Livdahl Teilnehmer des Clarion Science Fiction Writers’ Workshop. Die vier taten sich zu einer Autorengruppe zusammen und gaben von 2002 bis 2006 fünf Rabid Transit-Anthologien unter dem Namen The Ratbastards heraus. Der erste Band Rabid Transit: New Fiction by the Ratbastards enthielt je eine Erzählung der vier Gruppenmitglieder.
Eine erste Erzählung Barzaks, A Mad Tea Party, erschien 1999 in der Zeitschrift Lady Churchill’s Rosebud Wristlet. Die Kurzgeschichte The Other Angelas war 2005 für den James Tiptree, Jr. Award nominiert und die Erzählung The Language of Moths war 2007 für den Nebula Award nominiert, gewann den Gaylactic Spectrum Award und erschien in der von Jonathan Strahan herausgegebenen Locus-Anthologie Fantasy: The Very Best of 2005.
Barzaks erster Roman One for Sorrow (2007), entstanden auf Grundlage der Kurzgeschichte Dead Boy Found (2003), gewann den William L. Crawford Fantasy Award als Romanerstling und wurde 2014 unter dem Titel Jamie Marks Is Dead von Carter Smith als Film adaptiert. Der Roman handelt von einem toten Jungen namens Jamie Marks, der zu Lebzeiten kaum beachtet und allenfalls gehänselt wurde, und von zwei Heranwachsenden, Adam McCormick und Gracie Highsmith. Gracie findet die Leiche Jamies und Adam wurde von Jamie von ferne geliebt. Bald nach dem Auffinden von Jamies Leiche beginnen Adam und Gracie den Geist Jamies zu sehen und zwischen Jamie und Adam entwickelt sich eine platonische Beziehung.
Barzak sieht sich nicht als Genreautor, der Horror oder Fantasy schreibt, sondern vergleicht die Rolle phantastischer Elemente in seinen Erzählungen mit den Werken surrealistischer Maler, in denen Inhalte des Unbewussten gegenständlich werden. In gleicher Weise sollen in seinen Arbeiten Seelenzustände und innere Konflikte der Protagonisten sich im Phantastischen verkörpern und dadurch konkret und besser darstellbar werden. Dementsprechend verschließen sich Barzaks Erzählungen klaren Genrezuordnungen und könnten als Slipstream bezeichnet werden, würde Barzak sich nicht eher der Interstitial Fiction zuordnen, also der sich bewusst in den Grenzbereichen zwischen Realismus und Phantastik verortenden Literatur. In diesem Kontext war er 2009 zusammen mit Delia Sherman Herausgeber von Interfictions 2: An Anthology of Interstitial Writing – nachdem eine seiner Erzählungen, What We Know About the Lost Families of — — House, 2007 in der von Theodora Goss und Delia Sherman herausgegebenem ersten Interfictions-Anthologie erschienen war. Im Nachwort zu Interfictions 2 schreibt Barzak: „Interstitial ist für mich einerseits die Behandlung des Phantastischen, als wäre es real, und des Realen, als wäre es seltsam, andererseits ein Gegengewicht für die von mir für einen Text verwendeten Werkzeuge und Konventionen.“

## Auszeichnungen
- 2007 Gaylactic Spectrum Award für die Kurzgeschichte The Language of Moths
- 2008 William L. Crawford Fantasy Award für das Romandebüt One for Sorrow
- 2012 Asimov’s Science Fiction Magazine Readers’ Award für Smoke City als beste Kurzgeschichte
- 2014 Shirley Jackson Award für Before and Afterlives als beste Sammlung

## Bibliografie
Romane
- The Language of Moths (Kurzroman in: Realms of Fantasy, April 2005)
- One For Sorrow (2007)
- The Love We Share Without Knowing (2008)
- Wonders of the Invisible World (2015)
- The Gone Away Place (2018)

Sammlungen
- Birds and Birthdays (2012)
- Before and Afterlives (2013)

Kurzgeschichten
1999:
- A Mad Tea Party (in: Lady Churchill’s Rosebud Wristlet, #5, Winter 1999)

2001:
- Plenty (in: Strange Horizons, 28 May 2001)

2002:
- The Blue Egg (2002, in: Rabid Transit: New Fiction by the Ratbastards)
- Born on the Edge of an Adjective (in: Lady Churchill’s Rosebud Wristlet, #10, June 2002)
- Lips (in: Say … #1, 2002)

2003:
- The Drowned Mermaid (in: Realms of Fantasy, June 2003)
- Dead Boy Found (2003, in: Kelly Link (Hrsg.): Trampoline)

2004:
- The Trail of My Father’s Blood (in: Strange Horizons, 11 October 2004)
- Vanishing Point (in: Ideomancer, Vol. 3 Issue 9, December 2004)
- A Resurrection Artist (in: The Third Alternative #39, Autumn 2004)

2006:
- Dead Letters (in: Realms of Fantasy, February 2006)
- Learning to Leave (in: Flytrap, #5, May 2006)
- The Creation of Birds (2006, in: David Moles und Susan Marie Groppi (Hrsg.): Twenty Epics)
- The Guardian of the Egg (2006, in: Ellen Datlow und Terri Windling (Hrsg.): Salon Fantastique: Fifteen Original Tales of Fantasy)

2007:
- Children (in: Ideomancer, Vol. 6 Issue 1, March 2007)
- Safe (in: Ideomancer, Vol. 6 Issue 1, March 2007)
- Twenty-Three Small Disasters (in: Ideomancer, Vol. 6 Issue 1, March 2007; mit Elad Haber, Meghan McCarron, Tim Pratt, Benjamin Rosenbaum, Kiini Ibura Salaam und Greg van Eekhout)
- What We Know About the Lost Families of — — House (2007, in: Delia Sherman und Theodora Goss (Hrsg.): Interfictions: An Anthology of Interstitial Writing)
- Realer Than You (2007, in: Ellen Datlow und Terri Windling (Hrsg.): The Coyote Road: Trickster Tales)
- Little Miss Apocalypse (in: Realms of Fantasy, August 2007)
- Isis in Darkness (2007, in: Steve Berman (Hrsg.): So Fey: Queer Fairy Fiction)
- In Between Dreams (2007, in: George Mann (Hrsg.): The Solaris Book of New Fantasy)
- The Flood (in: Foundation, #100 Summer 2007)

2009:
- A Thousand Tails (2009, in: Sharyn November (Hrsg.): Firebirds Soaring: An Anthology of Original Speculative Fiction)
- The Ghost Hunter’s Beautiful Daughter (in: Asimov’s Science Fiction, October-November 2009)

2010:
- Map of Seventeen (2010, in: Ellen Datlow und Terri Windling (Hrsg.): The Beastly Bride and Other Tales of the Animal People)

2011:
- Gap Year (2011, in: Ellen Datlow und Terri Windling (Hrsg.): Teeth: Vampire Tales)
- Smoke City (in: Asimov’s Science Fiction, April-May 2011)
- The 24 Hour Brother (in: Apex Magazine, December 2011)
- We Do Not Come in Peace (Reihe Chronicles of the Borderlands, 2011, in: Holly Black und Ellen Kushner (Hrsg.): Welcome to Bordertown)

2012:
- Birthday (2012, in: Christopher Barzak: Birds and Birthdays)
- Invisible Men (in: Eclipse Online, December 10, 2012)

2013:
- A Beginner’s Guide to Survival Before, During, and After the Apocalypse (2013, in: Christopher Barzak: Before and Afterlives)
- The Boy Who Was Born Wrapped in Barbed Wire (2013, in: Christopher Barzak: Before and Afterlives)
- Caryatids (2013, in: Christopher Barzak: Before and Afterlives)
- The Other Angelas (2013, in: Christopher Barzak: Before and Afterlives)
- Paranormal Romance (in: Lightspeed, June 2013)
- For the Applause of Shadows (2013, in: Steve Berman (Hrsg.): Where Thy Dark Eye Glances: Queering Edgar Allan Poe)
- Sister Twelve: Confessions of a Party Monster (2013, in: John Klima, Lynne M. Thomas und Michael Damian Thomas (Hrsg.): Glitter & Mayhem)
- Eat Me, Drink Me, Love Me (2013, in: Paula Guran (Hrsg.): Once Upon a Time: New Fairy Tales)

2014:
- The Boy Who Grew Up (in: Uncanny Magazine, November-December 2014)

2015:
- The Trampling (in: Nightmare Magazine, January 2015)

2016:
- The Creeping Women (in: Uncanny Magazine, January-February 2016)

Anthologien (als Herausgeber)
- Interfictions 2: An Anthology of Interstitial Writing (2009, mit Delia Sherman)

Rabid Transit (mit Barth Anderson, Alan DeNiro und Kristin Livdahl als The Ratbastards)
- Rabid Transit: New Fiction by the Ratbastards (2002)
- Rabid Transit: A Mischief of Rats (2003)
- Rabid Transit: Petting Zoo (2004)
- Rabid Transit: Menagerie (2005)
- Rabid Transit: Long Voyages, Great Lies (2006)